# 上山市
上山市（日语：／ Kaminoyama shi */?）是位於日本山形縣東南部的市。轄區地處上山盆地的中心位置，須川流經市區中心並往北流，當地人口則主要集中在上山溫泉車站的周邊地區。上山市在古代作為城下町和羽州街道沿途的宿場町而發展。現今當地居民在消費活動方面逐漸流向北邊的山形市。境內的上山溫泉為當地著名的觀光景點。

## 地理
上山市境內約70%的面積被森林覆蓋，9.2%的土地為農業用地。轄區坐落在上杉盆地内，並隔著JR東日本的奧羽本線與山形盆地（村山盆地) 相連，而上山盆地内約一半的面積被沖積扇覆蓋。東南部為藏王連峰的山岳地帶，西部則為出羽山地南端的丘陵地帶。

### 河川
發源於東南部山岳地帶的須川和菖蒲川、金山川、柏木川、生居川、酢川等流經東部與南部地區的小型河川合流，並在北邊注入最上川。與仙人澤和藏王澤匯流的藏王川往西流經市內的北部地區，並在北邊注入須川。同樣流經市區的前川則與流經南部山岳的思川、蓬萊川，以及流經西部丘陵地帶的河原期川、荒町川、八幡堂川等小型河川合流，並且在北邊與須川匯流。

### 氣候
根據統計，2017年至2021年上山市的年均降雨量為1135毫米，降雨主要集中在6月至9月的梅雨季和颱風季，而降雨和降雪的天數約佔全年總天數的44%。東南部的山岳地帶與西部的丘陵地帶，兩者的降雨量和降雪量具有顯著的差異。東南部的山岳地帶在10月便會降下初雪，積雪深度最大可超過2公尺，根雪期則持續至隔年4月。平原地區則在11月中旬降下初雪，根雪期為12月下旬至3月中旬，積雪深度最深則為60至70公分，低於東南部和西部的積雪量。

## 歷史
上山地區在古代被稱為「上大山」，後來在史書中則被記載為「上之山」或是「上野山」。當地在室町時代初期為最上滿長的領地。之後最上滿長的孫子上山義忠移至月岡地區的城堡，改變前川的河道流向，並在此興建城下町，形成現今上山市市區的雛形。天文4年（1535年）武衛義忠將位於虛空藏山的城堡遷移至天神森（現上山市月岡）的上山城。之後上山城在戰國時代末期為最上氏的支城，在江戶時代則是上山藩歷代藩主的居城。但元祿5年（1692年）上山藩當主土岐氏轉封後，上山城便遭江戶幕府下令拆除。
昭和29年（1954年）10月1日，上山町、西鄉村、本庄村、東村、宮生村與中川村合併成上山市。昭和31年（1956年），本澤村的久保手部分地區併入上山市。隔年（1957年），赤湯町的中山部分地區、山元村和山形市的藏王金瓶部分地區併入上山市，形成現今的上山市。

## 行政
上山市現任市長山本幸靖於2023年4月在選舉中當選，其任期將持續至2027年4月。

## 經濟
根據日本2020年的國勢調查顯示，上山市有10.1%的就業人口從事第一級產業，24.5%的就業人口從事第二級產業，其餘65.4%的就業人口則從事第三級產業。當地的核心產業為生產葡萄、櫻桃、西洋梨等農作物為主的農業，包含食品、藥品、金屬加工等產業的製造業，和以上杉溫泉為中心發展的觀光業。

## 教育
上山市内共有5所小學校與3所中學校。

## 交通
國道458號、國道348號與東北中央自動車道皆通過上山市，其中東北中央自動車道在境內設有上山溫泉IC與山形上山IC。鐵路方面，JR東日本的奧羽本線和山形新幹線皆由南往北通過轄區。其中上山溫泉車站為奧羽本線和山形新幹線共構的車站，奧羽本線則在市內他處設置羽前中山站和茂吉紀念館前站。